# Matthias B. Hildreth

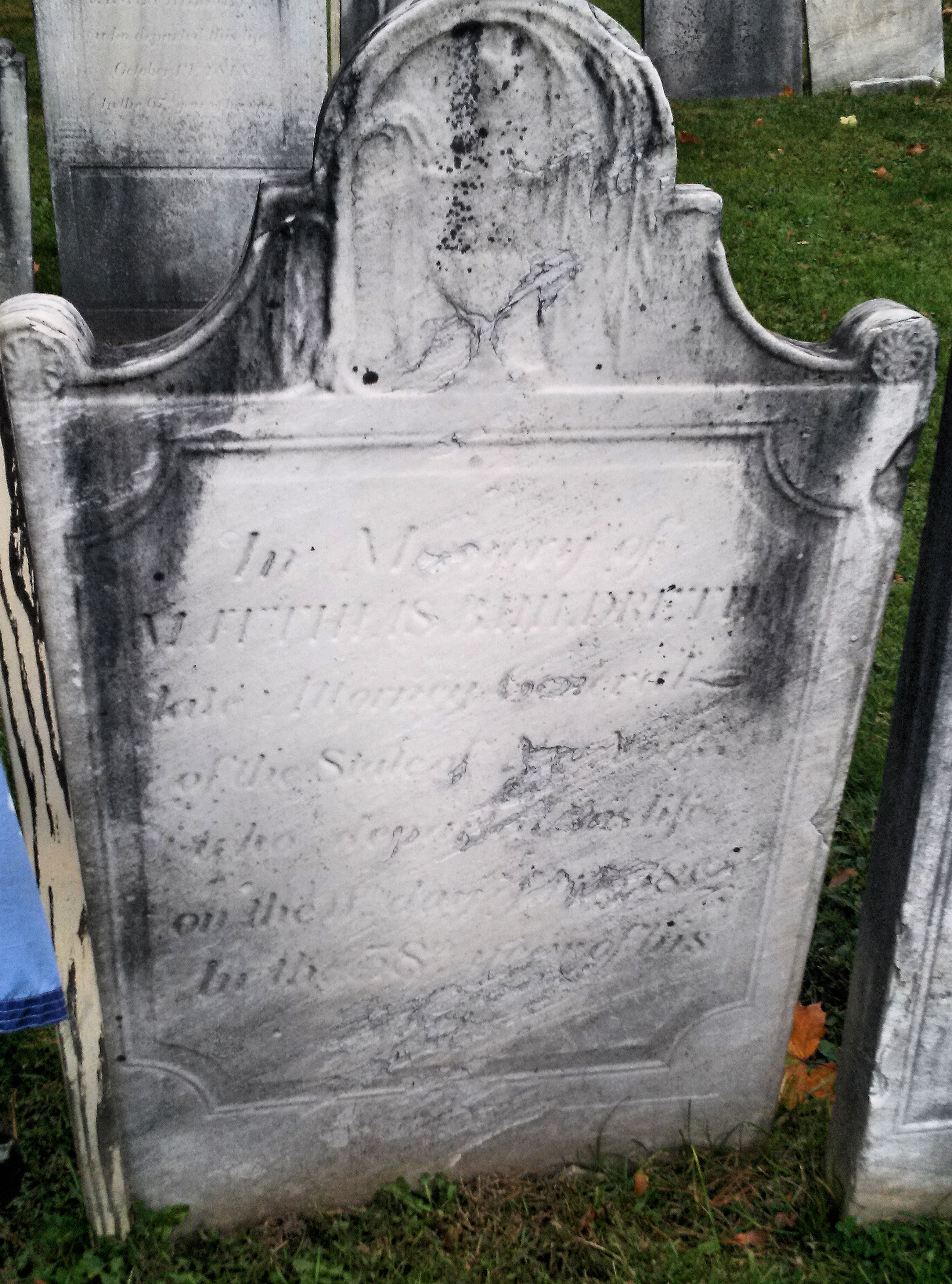
Grabstein von Matthias B. Hildreth

Matthias Bernard Hildreth (* um 1774; † 11. Juli 1812) war ein US-amerikanischer Jurist und Politiker.

## Werdegang
Matthias Bernard Hildreth, Sohn von James Hildreth († 1818) wurde während der Regierungszeit von George III. geboren. Seine Familie zog 1797 von Southampton (New York) nach Johnstown (New York). Johnstown lag damals noch im Montgomery County, liegt aber heute im Fulton County. Sein Vater wurde dort Richter am Court of Common Pleas. Über die Jugendjahre von Matthias Bernard Hildreth ist nichts bekannt. Bei der Präsidentschaftswahl im Jahr 1804 fungierte er als Wahlmann für Thomas Jefferson und George Clinton, beide von der Demokratisch-Republikanischen Partei. Am 13. März 1808 heiratete er Ann Rust (um 1769–1821). Das Paar bekam zwei Kinder: James Tallmage (1809–1857) und Catherine Mary. Hildreth war von 1808 bis 1810 und von 1811 bis zu seinem Tod Attorney General von New York. Er wurde auf dem Old Colonial Cemetery in Johnstown beigesetzt.